# Bjørner Drøger
Bjørner Charles Bust Drøger (2. august 1912 - 2. februar 2003) var en dansk roer fra København. Han var medlem af Københavns Roklub i Sydhavnen.
Drøger var med i den danske otter ved OL 1936 i Berlin, sammen med Remond Larsen, Olaf Klitgaard Poulsen, Keld Karise, Poul Byrge Poulsen, Carl Berner, Knud Olsen, Emil Boje Jensen og styrmand Harry Gregersen. Danskerne roede kun ét heat i konkurrencen, hvor de kom ind på sidstepladsen efter Schweiz, Tyskland og Jugoslavien. Samme år var han med i danskernes firer uden styrmand, der sluttede på sjettepladsen. Keld Karise, Knud Olsen og Emil Boje Jensen var de tre øvrige medlemmer af båden.